# Sercomm

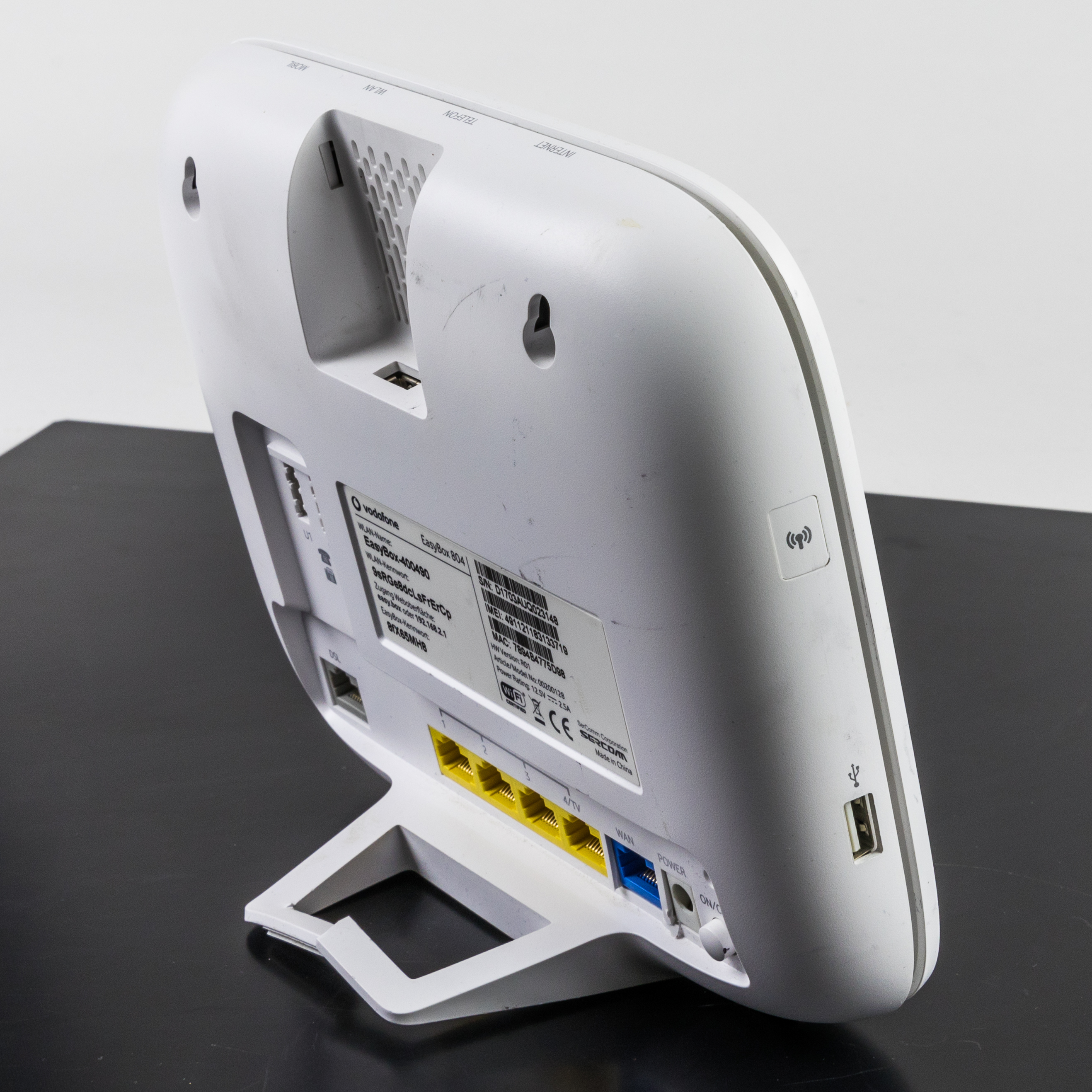
SerComm Vodafone Easybox xDSL-Modem

Die Sercomm Corporation ist ein Unternehmen mit Sitz in Taipeh in Taiwan, das als Auftragshersteller Geräte für Rechnernetze entwickelt und herstellt.
Gegründet wurde Sercomm 1992 in Taipeh und beschäftigt laut Unternehmenswebsite tausende Angestellte weltweit.
Sercomm fertigt Geräte für den Breitband-Internetzugang, WLAN und Heimautomatisierung sowie Geräte zur Haus-, Gewerbe-, Telekommunikations-, Sicherheitsüberwachung und Cloud-basierte Anwendungen. Während Sercomm weltweit mit Telekommunikationsunternehmen zusammenarbeitet, sind auf dem deutschen Markt Sercomm-Produkte vor allem als OEM-Geräte anzutreffen, beispielsweise als Router-Modelle der Deutschen Telekom (Speedport).

## Backdoor
Sercomm wurde als Ursprung des Port 32764-Backdoor festgestellt, von dem neben Netgear-Geräten auch Geräte der Deutschen Telekom (Speedport) betroffen waren. Im Jahre 2014 wurde bekannt, dass Geräte, die ganz oder teilweise auf Sercomm-Lösungen basieren, seit mindestens 2003 einen ungesicherten Fernzugang (Backdoor) besaßen, der, vom Besitzer unbemerkt, die vollständige Fernsteuerung des Gerätes ermöglichte und in vielen Produkten über das Internet erreichbar war. Nach dem Bekanntwerden reagierten Hersteller nach anfänglichem Zögern mit Sicherheitsupdates, die jedoch bei einigen Herstellern wie Netgear die Hintertür nicht entfernten, sondern lediglich versteckten. Ob und in welchem Umfang diese Hintertür zu weniger offensichtlichen Zwecken wie Identitätsdiebstahl genutzt wurde, ist nicht bekannt.